# Gozbald
Gozbald oder Gozbaldus oder Gauzbaldus († 20. September 855) war ab 825  der sechste Abt des Klosters Niederaltaich in Niederbayern,  von 842 bis 855 Bischof von Würzburg auf Veranlassung von König Ludwig II. und von 830 bis 833 Leiter der Kanzlei des Königs.
Über die Abstammung des Gozbald ist nichts Sicheres bekannt. Eine Verwandtschaft mit Hariolf, der 764 das Kloster Ellwangen gründete, nennt dessen Vita, die allerdings nur in einer Überarbeitung aus dem 12. Jahrhundert überliefert ist.
Schon vor seiner Amtszeit als Würzburger Bischof  stattete er seine Eigenkirche in Ochsenfurt mit mehreren Reliquien aus. Kurz vor seinem Tod wurde der Würzburger Dom durch Blitzschlag zerstört. Der Wiederaufbau begann unter seinem Nachfolger Arn.